# 真理大学

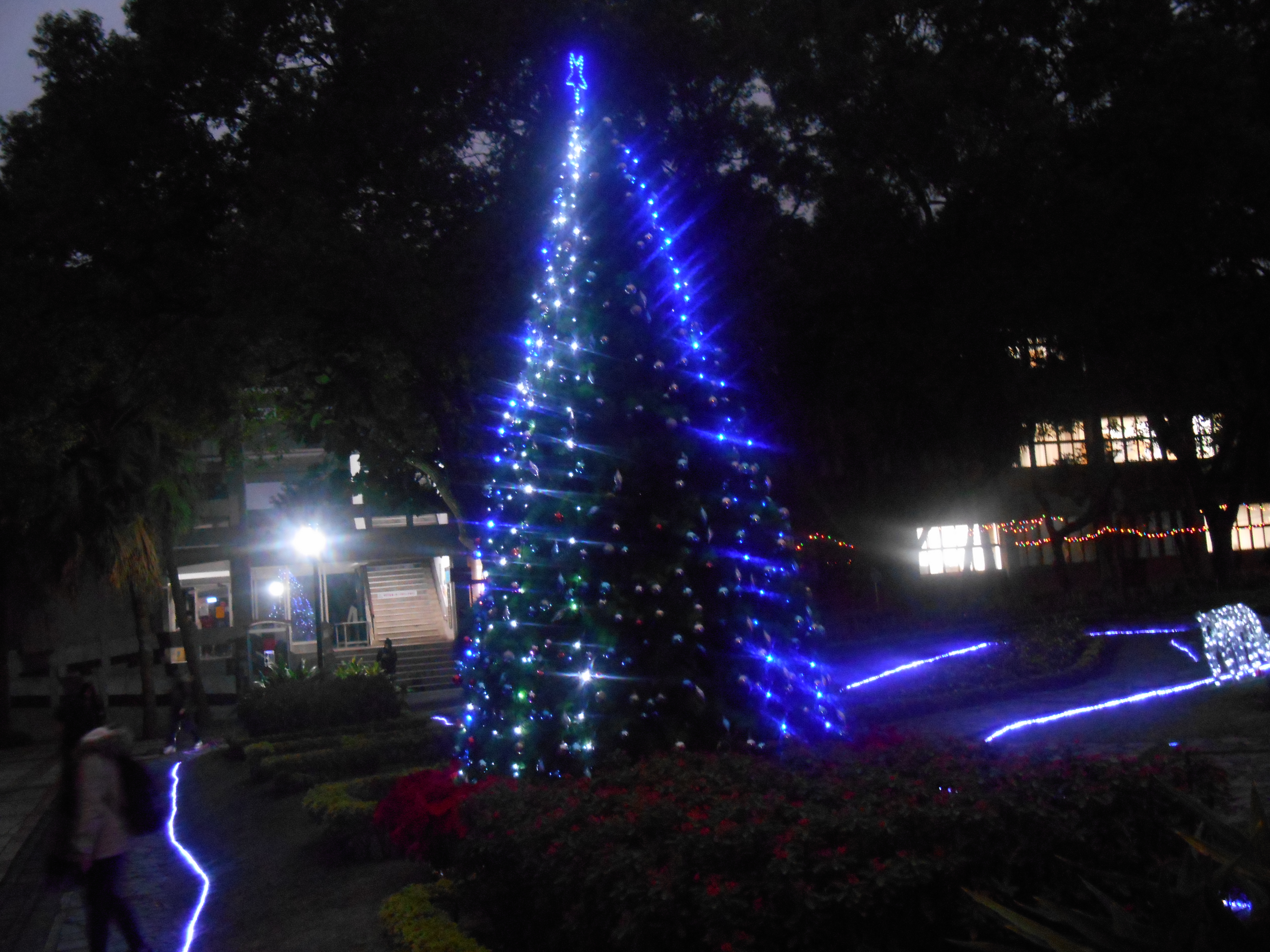
夜のクリスマスツリー（真理大学で）

真理大学（しんりだいがく、Aletheia University）は、台湾新北市にある私立大学。真理大学は、西洋人が北部台湾の拠点とした土地、淡水に本部を置く大学。台湾基督長老教会の大学で、総合大学化したのは1999年であるが、カナダ人宣教師で医師のジョージ・L・マッケイ（中国名：馬偕）が1882年に開いた、台湾で最も古い西洋式教育施設「牛津學堂」（オックスフォード學堂）を起源としている。

## 概観

### 教旨
1. 知識の伝授、潜在能力の啓発、基礎的な新しい知識の研究、真理の自由な探求。教員学生が謙遜（Humble）・人道（Humane）・ユーモア（Humorous）という３「H」の人格を備え、健全に発展する人となる。
2. 開放的な態度で、社会を慈しみ、人を包容し、世界の潮流に順応して、国際間の文化学術交流を促進する。該博な学術と技能経験を創造し、実社会で働く社会人にまで教育の場を広げ、地域に生涯教育の機会を提供する。

### キャンパス
- 淡水キャンパス（新北市淡水区真理街32號、位置：北緯25度10分36秒 東経121度26分05秒 / 北緯25.176660度 東経121.434621度座標: 北緯25度10分36秒 東経121度26分05秒 / 北緯25.176660度 東経121.434621度）
- 台南キャンパス（台南市麻豆区北勢里北勢寮70之11號）

## 沿革
| 年     | 月日   | 事跡                               |
| ------ | ------ | ---------------------------------- |
| 1965年 | -      | 「淡水工商管理専科学校」として開校 |
| 1994年 | 8月1日 | 「淡水工商管理学院」と改称         |
| 1999年 | 8月1日 | 「真理大学」と改称                 |

### 歴代学長
| 代 | 氏名   | 任期            |
| -- | ------ | --------------- |
| 一 | 彭淑媛 | 1965年 - 1971年 |
| 二 | 葉能哲 | 1971年 - 2008年 |
| 三 | 吳銘達 | 2008年 - 2012年 |
| 四 | 林文昌 | 2013年 -        |

## 組織
- 人文学部
  - 宗教学科/大学院
  - 台湾文学科
  - 英文学科
  - 応用日本語学科
  - 音楽応用学科
- 数理学部
  - 数理科学大学院
  - 数学科　
  - 情報科学科
  - 統計分析学科
- 観光学部
  - 観光事業学科
  - 運動管理学科
  - レジャー事業学科
  - ホテル旅行管理学科
  - 航空サービス管理学科
  - 自然資源応用学科
- 財経学部
  - 財経大学院
  - 会計情報学科
  - 財務金融学科
  - 国際貿易学科
  - 財政税務学科
  - 経済学科
  - 財経法律学科
- 管理学部
  - 管理科学大学院
  - 工学管理学科
  - 企業管理学科
  - 情報管理学科
- 教養教育学部
- 進修学部

## 姉妹校
- アメリカ合衆国
- ノートルダム大学(Madonna University)
- ウィスコンシン大学リバー・フォールズ校（University of Wisconsin-River Falls）
- ウィットワース大学(Whitworth University)
- フォントボン大学（Fontbonne University）
- ノースウェスタン大学(Northwestern College)
- クラリオン大学 ペンシルベニア校（Clarion University of Pennsylvania）
- セントメリーズ ミネソタ大学（Saint Mary's University of Minnesota）
- ラ・シエラ・ユニバーシティ(La Sierra University)
- ケンタッキー州立大学(Kentucky State University)
- カリフォルニア州立大学(California State University)
- ノーザンコロラド大学(University of Northern Colorado)
- フロリダ大学(University of Florida, College of Health and Human Performance）
- テキサスA&M国際大学(Texas A&M International University)
- マサチューセッツ・ベイ・コミュニティー大学(Massachusetts Bay Community College)
- フィンドレー大学(University of Findlay)
- ダラスバプティスト大学(Dallas Baptist University)
- ゴンザガ大学(Gonzaga University)

 カナダ
- サザン　アルバータ　インスティチュート　オブ　テクノロジー(Southern Alberta Institute of Technology or SAIT Polytechnic)

 イギリス
- シティ大学ロンドン（City University London）
- サンダーランド大学（University of Sunderland）
- シェフィールド・ハラム大学(Sheffied Hallam University)
- ミドルセックス大学(Middlesex University)
- ノーザンブリア大学(University of Northumbria)

 ポーランド
- ヴロツワフ大学(Uniwersytet Wrocławski)

 中華人民共和国
- 北京交通大学
- 貴州師範大学
- 北方民族大学

 香港
- 香港浸会大学

 韓国
- 韓世大学校

 日本
- 名城大学
- 山梨英和大学
- 新潟経営大学
- ノースアジア大学
- 香川大学
- 城西国際大学
- 長崎外国語大学
- 星城大学

 フィリピン
- セブ州立ノーマル大学(Cebu Normal University)
- サンカルロス大学(University of San Carlos)
- Grace Christian College

 マレーシア
- One World Hanxing College of Journalism and Communication

 ケニア
- The Presbyterian University of East Africa

## 主な出身者

### 政治
- 趙天麟 - 中華民国立法委員
- 賴美惠 - 台南市議会議長
- 謝典霖 - 彰化県議会議長
- 許昭興 - 新北市議会議員
- 李本源 - 台南市後壁区区長
- 施治明 - 元台南市長
- 簡錫堦 - 元中華民国立法委員
- 陳鴻基 - 元中華民国立法委員

### 経済界
- 張國煒 - 元エバー航空董事長（会長）、スターラックス航空創業者

### 芸能
- 戴君竹 - 俳優
- 張天霖 - 俳優
- 蔡昌憲 - 司会者、歌手、俳優
- 陳漢典 - お笑いタレント、司会者、俳優